# Лотон (Айова)
Лотон (англ. Lawton) — місто (англ. city) в США, в окрузі Вудбері штату Айова. Населення — 943 особи (2020).

## Географія
Лотон розташований за координатами 42°28′37″ пн. ш. 96°11′6″ зх. д. / 42.47694° пн. ш. 96.18500° зх. д. (42.476917, -96.185109).  За даними Бюро перепису населення США в 2010 році місто мало площу 1,85 км², уся площа — суходіл.

## Демографія
Згідно з переписом 2010 року, у місті мешкало 908 осіб у 342 домогосподарствах у складі 238 родин. Густота населення становила 491 особа/км².  Було 352 помешкання (190/км²).
Расовий склад населення:
| - 98,8 % — білих - 0,2 % — чорних або афроамериканців - 0,2 % — азіатів - 0,1 % — корінних американців |

До двох чи більше рас належало 0,7 %. Частка іспаномовних становила 0,4 % від усіх жителів.
За віковим діапазоном населення розподілялося таким чином: 30,8 % — особи молодші 18 років, 54,9 % — особи у віці 18—64 років, 14,3 % — особи у віці 65 років та старші. Медіана віку мешканця становила 36,1 року. На 100 осіб жіночої статі у місті припадало 95,7 чоловіків;  на 100 жінок у віці від 18 років та старших — 92,6 чоловіків також старших 18 років.
Середній дохід на одне домашнє господарство  становив 75 756 доларів США (медіана — 65 556), а середній дохід на одну сім'ю — 85 465 доларів (медіана — 79 821). Медіана доходів становила 53 281 долар для чоловіків та 36 786 доларів для жінок. За межею бідності перебувало 3,2 % осіб, у тому числі 1,7 % дітей у віці до 18 років та 5,4 % осіб у віці 65 років та старших.
Цивільне працевлаштоване населення становило 446 осіб. Основні галузі зайнятості: освіта, охорона здоров'я та соціальна допомога — 22,2 %, роздрібна торгівля — 16,6 %, виробництво — 12,3 %, публічна адміністрація — 9,4 %.